# 저우이칭
저우이칭(중국어 간체자: 周义清, 정체자: 周義清, 병음: Zhōu Yìqīng, 1929년 ~ )은 중국의 의학자이다. 중국 인민해방군 군사과학원 미생물학 및 역학 연구소 의학과 교수로 활동했다. 마오쩌둥 시대에 중국 정부가 주관한 523항목에 참여했던 과학자 가운데 한 사람이다. 이 프로젝트는 약용식물 개똥쑥에서 말라리아 약물의 일종인 아르테미시닌을 발견하는 결과를 얻었다.

## 생애
저우이칭은 중국에서 농민의 아들로 태어나서 16세 시절에 국민혁명군 팔로군에 입대했으며 군대에서 군의관으로 복무했다. 의학적 지식을 갖고 있던 그는 처음에 간호사로 복무했고 나중에 간호반 수장, 보조 의사로 복무하게 된다. 중일 전쟁, 국공 내전 시기에서 종군 의사로 복무했고 상하이 제2군 의과 대학에서 의학을 전공했다. 1960년에 대학교를 졸업하고 중국 인민해방군 군사과학원에서 미생물학 및 역학 연구소 의학과 교수로 근무했다.

## 의학 연구
저우이칭은 아르테미시닌의 파생물 중 하나인 아르테메테르(artemether)에 대해 더 구체적으로 연구하였다. 그는 1985년에 루메판트린(lumefantrine)과 아르테메테르(artemether)를 결합시켰고, 이것은 말라리아를 치료하는 데에 성공적으로 사용되었다. 1991년 노바티스의 지원을 받아 코아템이라는 브랜드명으로 약품이 생산되었으며, 이것은 최초의 아르테미시닌 기반 복합치료제이다. 코아템(coartem)의 발명으로 저우이칭과 그의 팀은 2009년 유럽 발명상(European Inventor Award)에서 “비유럽 국가” 부문을 수상하였다.